# یوسف‌آباد (مدوارات)
یوسف‌آباد یک روستا در ایران است که در شهرستان شهربابک استان کرمان واقع شده‌است. یوسف‌آباد ۶۳ نفر جمعیت دارد.

## جمعیت
این روستا در دهستان مدوارات قرار دارد و براساس سرشماری مرکز آمار ایران در سال ۱۳۸۵، ۶۳ نفر (۱۸ خانوار) جمعیت داشته‌است.